# Me alquilo para soñar
Me alquilo para soñar, escrito originalmente en 1980, es el cuarto relato del compendio de doce cuentos escritos y redactados por Gabriel García Márquez a lo largo de dieciocho años, que conforman el libro llamado Doce cuentos peregrinos.

## Resumen más corto
En esta historia se narra cómo una mujer, cuyo nombre real es desconocido, pero a quien llaman Frau Frida, la cual se “alquila para soñar".
Un día, en La Habana, se desata un fuerte oleaje que levanta por los aires los automóviles de la carretera costanera y destruye la recepción de un hotel, también se estrella un auto contra una pared. Cuando García Márquez  se entera de que en el auto se ha hallado un cadáver, intuye finalmente que se trata de una vieja amiga, la mentada Frau Frida. Había sido una colombiana que el escritor conoció en Viena, y de la que sabía que poseía una habilidad especial: la de poder predecir lo que iba a suceder mediante los sueños. Cada predicción, invariablemente, le llegaba la noche antes de que el hecho sucediera.
En su casa predijo que uno de sus hermanos más pequeños se iba a ahogar, pero a diferencia del sueño, no en el agua del lago donde le gustaba bañarse, sino, según su interpretación, atorándose con un caramelo. Su madre le prohibió ir al lago donde le gustaba bañarse al niño, pero él comió un dulce a escondidas y murió ahogado.
Soñar era el oficio de Frau Frida, y trabajó por mucho tiempo anticipando el día a día de una familia de Viena, a la que terminó controlando en cada acción, quedándose con todo su dinero. En este mismo lugar conoce al narrador y le predice que debe marcharse por 5 años, lo que él hace ese mismo día.
García Márquez volvió a encontrarse con ella en Barcelona, en compañía de su amigo y poeta Pablo Neruda, a quien le encantaba comer todas las delicias del mar. Frau Frida también sueña con Neruda, pero en la narración no se revela el sueño. Frau Frida le comenta a "Gabo" que ya puede retornar a Viena, pero el escritor nunca volvió a esa ciudad por miedo. Finalmente, meses después del siniestro en La Habana, García Márquez se encuentra con el embajador de Portugal, quien había sido el jefe de la mujer fallecida en el auto, y aprovecha la ocasión para preguntar por ella y determinar si era Frau Frida. Pero el embajador sólo le dijo que era una mujer excepcional que se dedicaba a "soñar". Se puede deducir que era Frau Frida no solo por su oficio, sino también porque la occisa portaba un anillo de oro egipcio en forma de serpiente y con ojos de esmeraldas, que también usaba Frau Frida.quien también se quedó enamorado por aquella mujer bella